# Thapelo Tshilo
Thapelo Sylvester Tshilo (nascido em 18 de Fevereiro de 1985) é um futebolista sul-africano que joga profissionalmente como defensor do Polokwane City.

## Carreira
Nascido em Boksburg, Gauteng, Tshilo começou sua carreira com Jomo Cosmos em 2001, tornando-se profissional em 2004. Ele assinou para Mamelodi Sundowns em junho de 2010 e se juntou Cosmos em empréstimo em 2011. Ele ingressou Bidvest Wits em janeiro de 2013, mas não conseguiu fazer uma única aparição e ele foi lançado no final da temporada. Tshilo juntou-se ao recém-promovido Premier Soccer League Polokwane City em setembro de 2013.
Ele também fez uma aparição internacional para a África do Sul em 2007.